# Dimethylsulfoniumpropionat
Dimethylsulfoniopropionat (oft als DMSP abgekürzt) ist eine Organoschwefelverbindung. Dieser zwitterionische Metabolit kommt im Meer in Phytoplankton, Seetang sowie in einigen Arten von terrestrischen und aquatischen Gefäßpflanzen vor. Es wirkt als Osmolyt und spielt eine Rolle für physiologische und Umweltaspekte.

## Biosynthese
In höheren Pflanzen wird DMSP aus S-Methylmethionin (CH3)2S+CH2CH2CH(NH3+)CO2− biosynthetisiert. Zwei Zwischenprodukte sind dabei Dimethylsulfoniumpropylamin und Dimethylsulfoniumpropionaldehyd. In Algen startet die Biosynthese jedoch mit der Abspaltung der Aminogruppe von Methionin statt von S-Methylmethionin. Zu den DMSP-produzierenden Algen zählt beispielsweise die Gattung Phaeocystis.

## Degradation
DMSP wird von marinen Mikroben in flüchtige Schwefelverbindungen zersetzt, die jeweils spezielle Auswirkungen auf die Umwelt haben. Das Hauptabbauprodukt ist Methanthiol (CH3SH), das von Bakterien in Schwefelproteine umgesetzt wird. Das zweite flüchtige Abbauprodukt ist Dimethylsulfid (CH3SCH3; DMS). Das meiste DMS im Meerwasser wird aus DMSP durch das Enzym DMSP-Lyase abgespalten. Viele nicht-marine Bakterien setzen dagegen Methanthiol zu DMS um.
DMS wird ebenfalls von marinen Bakterien aufgenommen, aber nicht so schnell wie Methanthiol. Obwohl DMS nur rund 25 % der flüchtigen Spaltprodukte von DMSP ausmacht, führt die hohe Reaktivität von Methanthiol dazu, dass die DMS-Konzentration im Meerwasser zehnmal höher ist (rund 3 nM). Ein Großteil des DMS im Meerwasser wird zu Dimethylsulfoxid (DMSO) oxidiert.
DMS wird eine Rolle im Wärmehaushalt der Erde zugeschrieben, indem es die Menge an Sonnenstrahlung reduziert, die die Erdoberfläche erreichen kann.
DMSP wird zugeschrieben, den Geschmack und den Geruch verschiedener Produkte zu beeinflussen. Es wird zum Beispiel von einigen marinen Pflanzenfressern und Filtrierern hoch angereichert. DMS ist wiederum verantwortlich für den typischen Geschmack und Geruch einiger Meeresfrüchte, aufgrund der Reaktion der DMSP-Lyase in den Bakterien, die auch Acrylate erzeugt.